# Hurcze
Hurcze est une localité polonaise de la gmina et du powiat de Lubaczów en voïvodie des Basses-Carpates.
En 2021, la localité compte 145 habitants.